# Laura Spencer
Laura Spencer (* 8. Mai 1986 in Oklahoma City) ist eine US-amerikanische Schauspielerin.

## Karriere
Bekannt ist sie für ihre Rolle als Jane Bennet in der Webserie The Lizzie Bennet Diaries von 2012, sowie für die Rolle als Zoe in der 2010 produzierten Horrorkomödie Dylan Dog. Von der siebten bis zur neunten Staffel der Comedyserie The Big Bang Theory spielt sie Rajs Freundin Emily. In der Serie Bones – Die Knochenjägerin trat sie gegen Ende von Staffel 9 erstmals als Jessica Warren auf, als neue Praktikantin im Team des Jeffersonian.

## Filmografie (Auswahl)
- 2010: Dylan Dog (Dylan Dog: Dead of Night)
- 2011: 2 Broke Girls (Fernsehserie, Episode 1x12)
- 2011: Mad Love (Fernsehserie, Episode 1x01)
- 2011: Criminal Minds: Team Red (Criminal Minds: Suspect Behavior, Fernsehserie, Episode 1x12)
- 2012: The Lizzie Bennet Diaries
- 2013: Switched at Birth (Fernsehserie, 3 Episoden)
- 2014: Sleepy Hollow (Fernsehserie, 2 Episoden)
- 2014–2017: Bones – Die Knochenjägerin (Bones, Fernsehserie, 11 Episoden)
- 2014–2017: The Big Bang Theory (Fernsehserie, 17 Episoden)
- 2021: Reservation Dogs (Fernsehserie, 1 Episode)
- 2024: Grey’s Anatomy (Fernsehserie, 1 Episode)
- 2024: Night Court (Fernsehserie, 1 Episode)